# Giro di Romandia 1973
Il Giro di Romandia 1973, ventisettesima edizione della corsa, si svolse dal 8 al 13 maggio su un percorso di 899 km ripartiti in 5 tappe (la quarta suddivisa in due semitappe) e un cronoprologo, con partenza a Ginevra e arrivo a Lancy. Fu vinto dal belga Wilfried David della Flandria-Carpenter-Shimano davanti ai suoi connazionali Lucien Van Impe e Michel Pollentier.

## Tappe
| Tappa  | Data      | Percorso                               | km  | Vincitore di tappa | Leader cl. generale |
| ------ | --------- | -------------------------------------- | --- | ------------------ | ------------------- |
| Prol.  | 8 maggio  | Ginevra > Ginevra (cron. a squadre)    | 4   | Bianchi-Campagnolo | Felice Gimondi      |
| 1ª     | 9 maggio  | Ginevra > Les Diablerets               | 199 | Giancarlo Polidori | Giancarlo Polidori  |
| 2ª     | 10 maggio | Les Diablerets > Moutier               | 210 | Donato Giuliani    | Giancarlo Polidori  |
| 3ª     | 11 maggio | Moutier > Sainte-Croix                 | 175 | Lucien Van Impe    | Wilfried David      |
| 4ª-1ª  | 12 maggio | Sainte-Croix > Friburgo                | 91  | Marcello Bergamo   | Wilfried David      |
| 4ª-2ª  | 12 maggio | Friburgo > Charmey (cron. individuale) | 27  | Wilfried David     | Wilfried David      |
| 5ª     | 13 maggio | Charmey > Lancy                        | 189 | Gerard Moneyron    | Wilfried David      |
| Totale | Totale    | Totale                                 | 899 |                    |                     |

## Dettagli delle tappe

### Prologo
- 8 maggio: Ginevra > Ginevra (cron. a squadre) – 4 km

| Pos. | Squadra            | Tempo |
| ---- | ------------------ | ----- |
| 1    | Bianchi-Campagnolo | 6'45" |
| 2    | Scic               | a 2"  |
| 3    | KAS                | s.t.  |

| Pos. | Corridore      | Squadra | Tempo |
| ---- | -------------- | ------- | ----- |
| 1    | Felice Gimondi | Bianchi |       |

### 1ª tappa
- 9 maggio: Ginevra > Les Diablerets – 199 km

| Pos. | Corridore          | Squadra  | Tempo    |
| ---- | ------------------ | -------- | -------- |
| 1    | Giancarlo Polidori | Scic     | 5h37'54" |
| 2    | Wilfried David     | Flandria | s.t.     |
| 3    | Mariano Martínez   | Gan      | a 1'22"  |

| Pos. | Corridore          | Squadra | Tempo |
| ---- | ------------------ | ------- | ----- |
| 1    | Giancarlo Polidori | Scic    |       |

### 2ª tappa
- 10 maggio: Les Diablerets > Moutier – 210 km

| Pos. | Corridore       | Squadra  | Tempo    |
| ---- | --------------- | -------- | -------- |
| 1    | Donato Giuliani | Filotex  | 5h22'43" |
| 2    | Cyrille Guimard | Gan      | a 54"    |
| 3    | Wilfried David  | Flandria | s.t.     |

| Pos. | Corridore          | Squadra | Tempo |
| ---- | ------------------ | ------- | ----- |
| 1    | Giancarlo Polidori | Scic    |       |

### 3ª tappa
- 11 maggio: Moutier > Sainte-Croix – 175 km

| Pos. | Corridore         | Squadra  | Tempo    |
| ---- | ----------------- | -------- | -------- |
| 1    | Lucien Van Impe   | Sonolor  | 5h05'28" |
| 2    | Wilfried David    | Flandria | s.t.     |
| 3    | Michel Pollentier | Flandria | a 9"     |

| Pos. | Corridore      | Squadra  | Tempo |
| ---- | -------------- | -------- | ----- |
| 1    | Wilfried David | Flandria |       |

### 4ª tappa - 1ª semitappa
- 12 maggio: Sainte-Croix > Friburgo – 91 km

| Pos. | Corridore        | Squadra | Tempo    |
| ---- | ---------------- | ------- | -------- |
| 1    | Marcello Bergamo | Filotex | 2h24'05" |
| 2    | Felice Gimondi   | Bianchi | a 6"     |
| 3    | Lucien Van Impe  | Sonolor | a 9"     |

| Pos. | Corridore      | Squadra  | Tempo |
| ---- | -------------- | -------- | ----- |
| 1    | Wilfried David | Flandria |       |

### 4ª tappa - 2ª semitappa
- 12 maggio: Friburgo > Charmey (cron. individuale) – 27 km

| Pos. | Corridore        | Squadra  | Tempo  |
| ---- | ---------------- | -------- | ------ |
| 1    | Wilfried David   | Flandria | 39'02" |
| 2    | Mariano Martínez | Gan      | a 10"  |
| 3    | Ole Ritter       | Bianchi  | s.t.   |

| Pos. | Corridore      | Squadra  | Tempo |
| ---- | -------------- | -------- | ----- |
| 1    | Wilfried David | Flandria |       |

### 5ª tappa
- 13 maggio: Charmey > Lancy – 189 km

| Pos. | Corridore        | Squadra | Tempo    |
| ---- | ---------------- | ------- | -------- |
| 1    | Gerard Moneyron  | Gan     | 4h55'25" |
| 2    | Mariano Martínez | Gan     | s.t.     |
| 3    | Lucien Van Impe  | Sonolor | s.t.     |

| Pos. | Corridore         | Squadra  | Tempo     |
| ---- | ----------------- | -------- | --------- |
| 1    | Wilfried David    | Flandria | 24h12'39" |
| 2    | Lucien Van Impe   | Sonolor  | a 2'52"   |
| 3    | Michel Pollentier | Flandria | a 3'44"   |

## Classifiche finali

### Classifica generale
| Pos. | Corridore           | Squadra                    | Tempo     |
| ---- | ------------------- | -------------------------- | --------- |
| 1    | Wilfried David      | Flandria-Carpenter-Shimano | 24h12'39" |
| 2    | Lucien Van Impe     | Sonolor                    | a 2'52"   |
| 3    | Michel Pollentier   | Flandria-Carpenter-Shimano | a 3'44"   |
| 4    | Mariano Martínez    | Gan-Mercier-Hutchinson     | a 4'39"   |
| 5    | Giancarlo Polidori  | Scic                       | a 4'41"   |
| 6    | Felice Gimondi      | Bianchi-Campagnolo         | a 5'15"   |
| 7    | Ole Ritter          | Bianchi-Campagnolo         | a 5'36"   |
| 8    | Gösta Pettersson    | Scic                       | a 5'58"   |
| 9    | Gonzalo Aja Barquin | KAS                        | a 6'07"   |
| 10   | Giovanni Cavalcanti | Bianchi-Campagnolo         | a 6'43"   |